# Monument voor de gevallenen (Paramaribo)

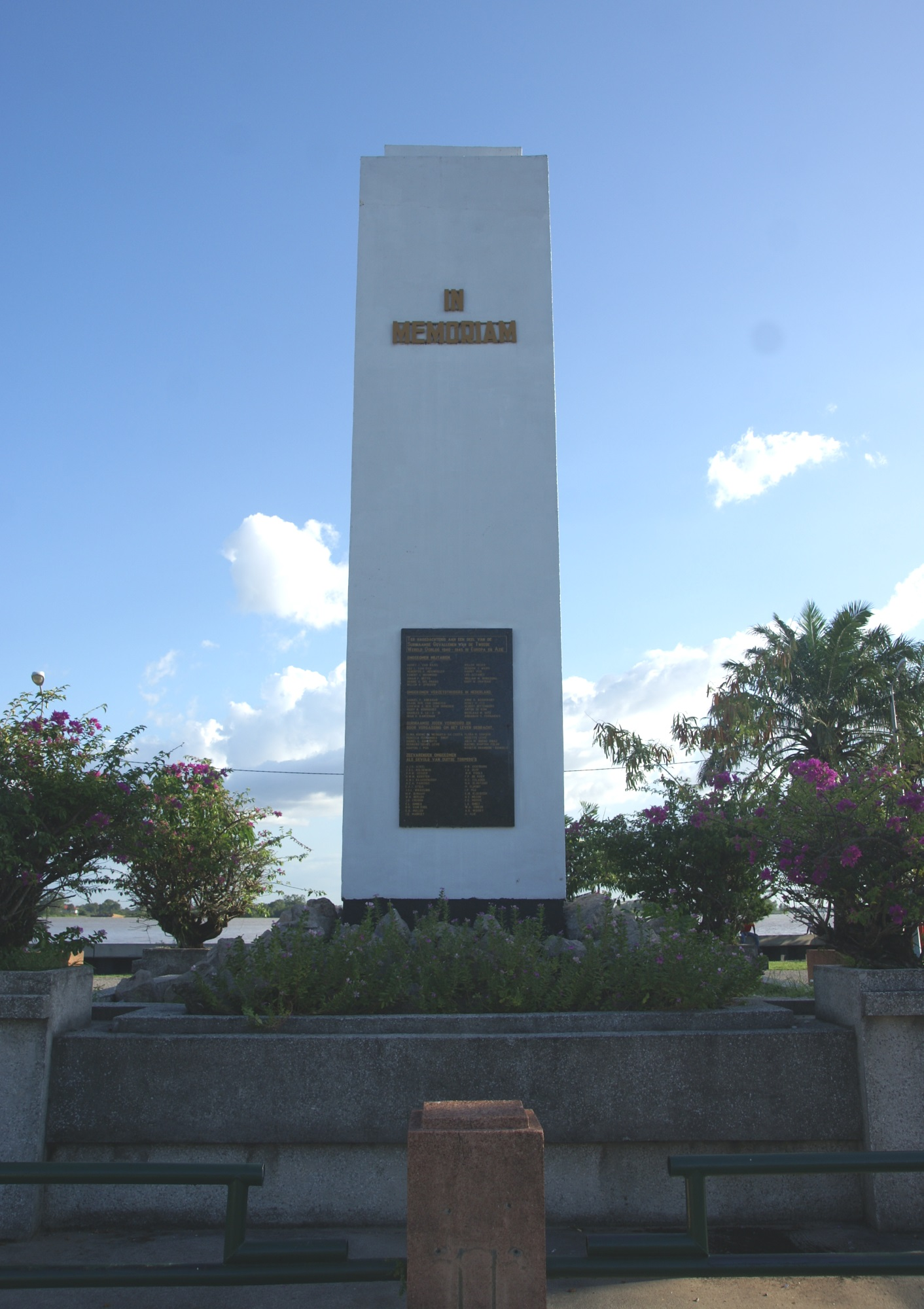
Het monument voor de gevallenen.

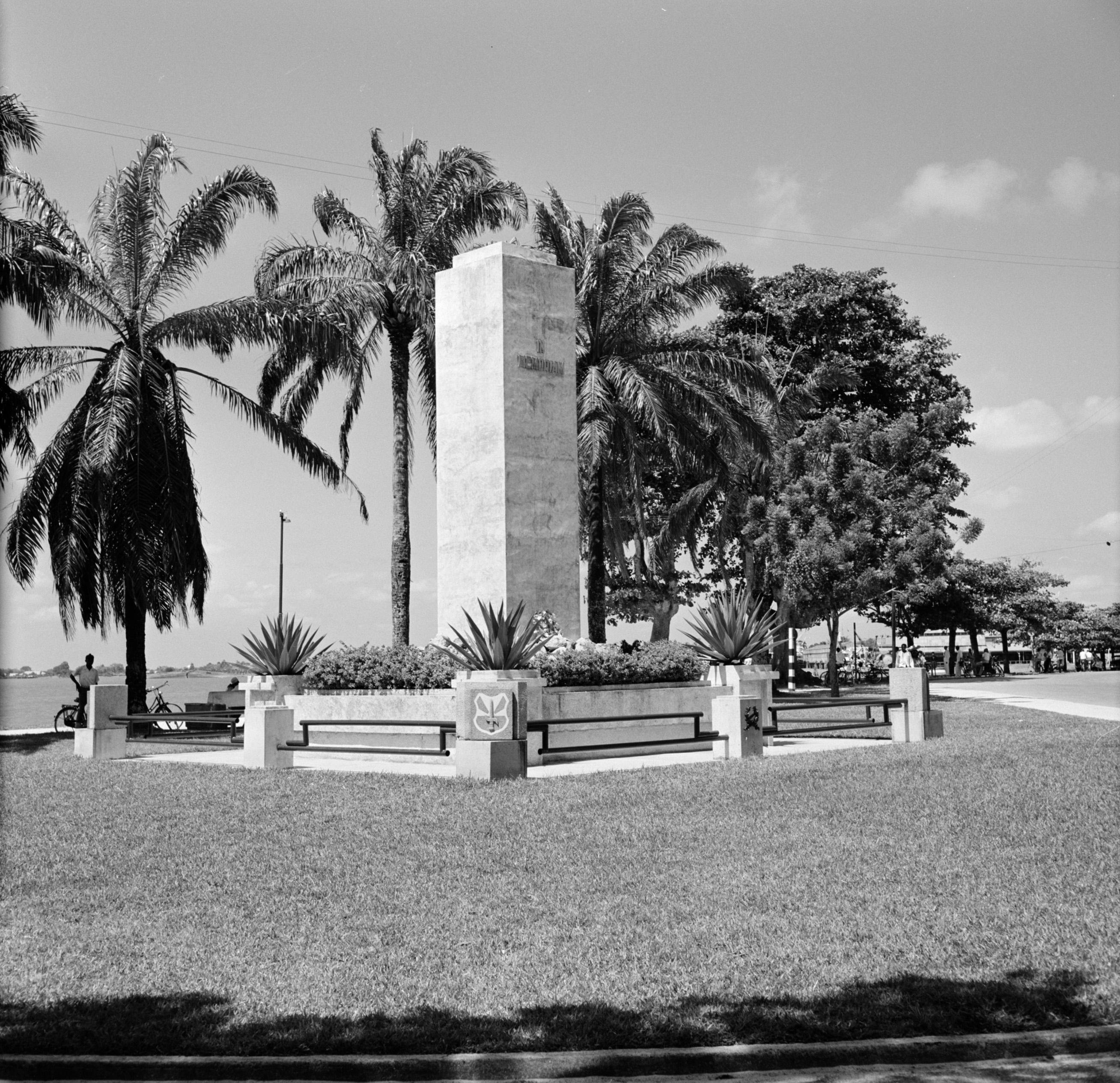
Het monument in 1955.

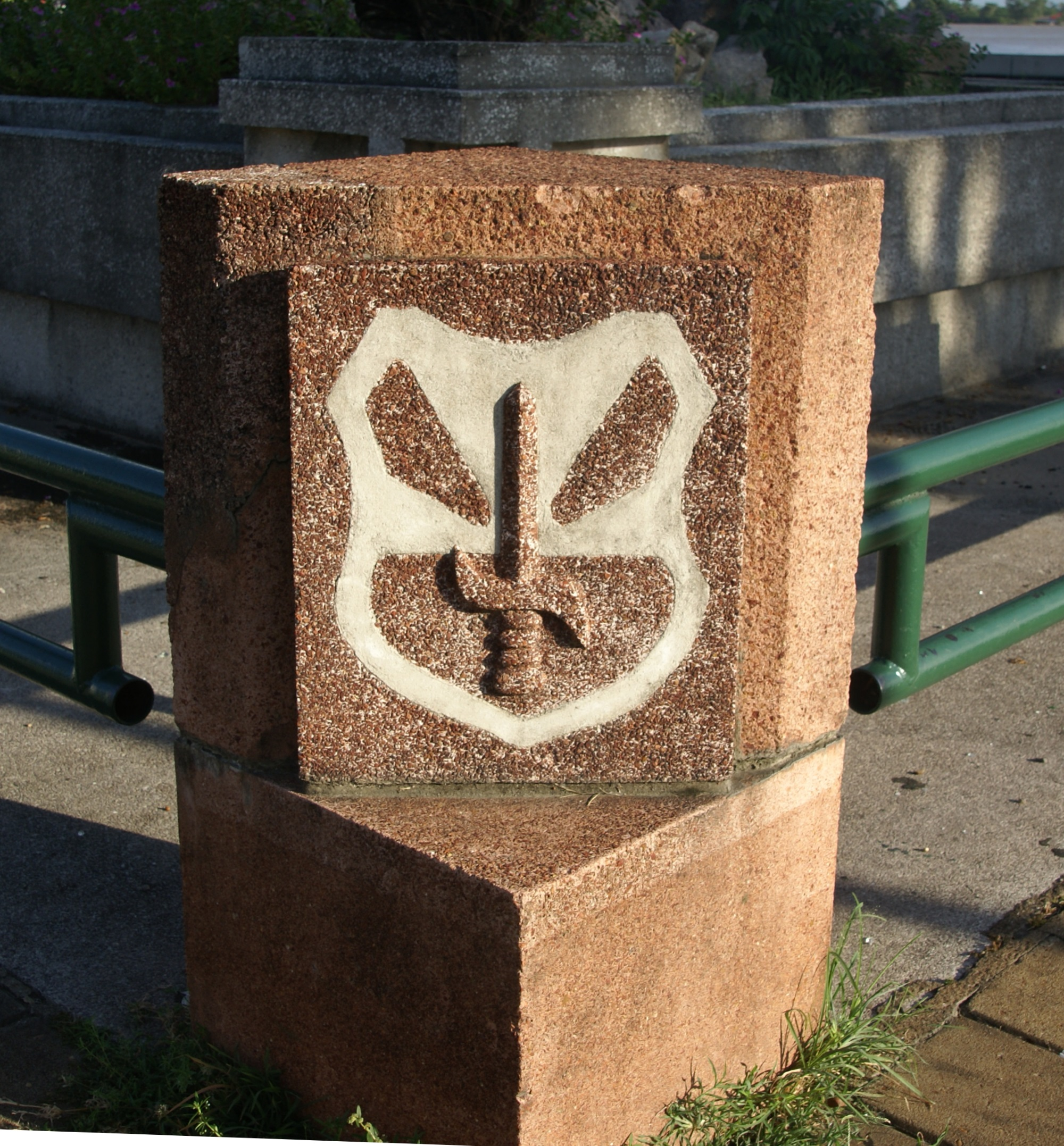
Een van de bauxieten hoekstukken.

Het Monument voor de gevallenen staat aan de zuidoostelijke zijde van het Onafhankelijkheidsplein aan de Waterkant in  Paramaribo, Suriname.
Het monument werd ontworpen door Ch. Nieleveld en werd in 1950 onthuld. Het monument herdenkt de Surinamers die gevallen zijn tijdens de Tweede Wereldoorlog. Ruim 500 Surinamers vochten mee tijdens de Tweede Wereldoorlog.
Het monument bestaat uit een grote, wit geschilderde vierkante zuil, geplaatst in een betonnen bassin dat gevuld is met keien. Eromheen staat een laag metalen hekwerk bevestigd aan bauxieten kolommen. De hoekstukken met daarop een schild met een zwaard zijn geschonken door de Troepenmacht in Suriname.
Op de witte zuil staat aan de voorzijde de tekst in memoriam. Tevens is er in 2006 een plaquette bevestigd met de tekst:
Ter nagedachtenis aan een deel van de
Surinaamse Gevallenen van de Tweede
Wereld Oorlog 1940-1945 in Europa en Azië
Deze tekst wordt gevolgd door lijsten van de overledenen, waaronder onder meer Anton de Kom en Hans Flu.
Aan de achterzijde van de zuil zit een plaquette met de tekst: Surinaamse oorlogsvrijwilligers 1944 FEB. 1947.
In 1955 werd een bronzen krans aangebracht.
Vlak bij staat ook het Koreaanse Oorlogsmonument.
Op 5 augustus 1990 werd in de buurt politie-inspecteur Herman Gooding doodgeschoten. Hij onderzocht het bloedbad van Moiwana en een drugzaak. Beide zaken staan in verband met het leger onder leiding van Desi Bouterse.